# منابع طبیعی جمهوری ایرلند
منابع طبیعی جمهوری ایرلند (به انگلیسی: Natural resources of the Republic of Ireland‎) شامل گاز طبیعی، نفت، پوده، مس، سرب، دولومیت، باریتین، سنگ آهک، گچ، نقره و روی است. صنایع کلیدی این کشور مبتنی است براین منابع و سایر منابع طبیعی از جمله ماهیگیری، استخراج معادن، اشکال مختلف کشاورزی و پرورش ماهی است. وزارت ارتباطات، انرژی و منابع طبیعی مسئولیت پشتیبانی از منابع طبیعی جمهوری ایرلند را در کادر مجلس قانونگذاری نمایندگان این کشور بر عهده دارد.

## معادن
با نگاهی به سوابق تاریخی و باستان‌شناسی این جزیره، تاریخچه استخراج معادن در ایرلند به دوران برنز برمی‌گردد، این در زمانی بود که جنوب یکی از مهمترین تولیدکنندگان مس بود. از جمله معادنی در جزیره راس، کری، الیهیس که بعداً به بونماهون تغییر نام یافت و واترفورد.
معادن در ایرلند، در زمان انقلاب صنعتی توسعه یافتند، و معدنکاری طلا رشد چشمگیری پیدا کرد و با پخش شدن خبر کشف معدن طلای جدید، تب طلا در اواخر قرن ۱۸ و اوایل قرن ۱۹ بین کارگران بالا گرفت و برای به دست آوردن ثروت به رودخانه‌های معادن طلا و ویکلو یورش بردند. اما طرح‌های استخراج طلا در قرن بیستم و بیست و یکم با توجه به تأثیرات زیست‌محیطی که دربرداشت با مخالفت قابل توجهی از جانب فعالان مدنی روبرو شدند.
در اواخر قرن بیستم بود که ایرلند نقش مهمی را در توسعه صنعتی ایفا کرد آنچنانکه در نظرسنجی مؤسسه فریزر در رتبه بسیار بالا قرار گرفت. از سال ۲۰۰۷، ایرلند ۳۸٪ فلز روی و ۲۵٪ از سرب اروپای غربی را از معادن سرب و روی از جمله از معادن لیشین، تیپری، معدن تارا، میت، معدن گالمووی و کیلکنی تأمین می‌کند.
از قرن بیست و یکم، شرکت‌های معدنکاری در ایرلند شامل شرکت آنگلو-آمریکایی پی ال سی، آرکون، نیو بولیدن، طلا و الماسکونروی، هیروارد ونچوره پی ال سی، شرکت معدن و فلز مینکو و دیگران.
مواد خام اصلی صنایع و معادن ایرلند عبارتند از صنایع معدنی فولاد، سرب، روی، نقره، آلومینیوم، باریتین و سنگ گچ. صنایع سنگین ایرلند نیزبا به‌کارگیری همین مواد در حوالی شهرهای مهم بندری مانند دوبلین، کورک (ایرلند) و بلفاست که بعداً بخشی از ایرلند شمالی شد متمرکز هستند.

## منابع انرژی

### پوده
پوده قرن‌ها سوخت اصلی ایرلند بوده‌است و از سال ۲۰۰۵ هنوز حدود ۹ درصد از نیازهای انرژی این کشور را تأمین می‌کند. معادن پوده تقریباً ۱۷درصد از مساحت جمهوری ایرلند را در‌بر می‌گیرد، بورد نامونا (تخته پوده) یک شرکت نیمه‌دولتی است که متهم است به استخراج پوده. (در ۲۰۱۴ بیش از ۴میلیون تن استخراج کرده‌است)

### گاز طبیعی
اطلاعات بیشتر در زمینه استخراج گاز طبیعی که شامل سوخت‌های عمده فسیلی از جمله میدان گاز طبیعی دریایی و میدان گازی کوریب می‌باشد. استخراج گاز طبیعی مستلزم استخراج گاز از یک مخزن گاز طبیعی در سواحل شمال غربی ایرلند می‌باشد. این پروژه شامل توسعه میدان گازی کوریب و احداث خط لوله گاز طبیعی و یک کارخانه پردازش گاز است. وجود بی‌نظمی در برنامه‌ریزی پروژه کوریب که در مجاورت مناطق مسکونی قرار دارد باعث نگرانی زیست‌محیطی در مورد مسائل ایمنی شده‌است. همچنین به دلیل پایین آمدن سود حاصله از این پروژه و تأثیر آن بر اقتصاد کشور با مخالفت کمپین‌های «راسپورت پنج» و «شل توسی» مواجه شده و به یک مخالفت اجتماعی تبدیل شده‌است.

### نفت
یک شرکت اکتشافی نفت ایرلندی به نام منابع پراویدنس در ژوئیه ۲۰۱۲ اعلام کرد که یک میدان نفتی با بیش از ۱ میلیارد بشکه نفت در۷۰ کیلومتری ساحل شهرستان کورک کشف کرده‌است. بعداً در میزان برآورد اولیه این چاه نفتی تجدید‌نظر نموده آنرا در حدود ۳۰۰ میلیون بشکه، به ارزش چندین میلیارد یورو اعلام کرد. این شرکت همچنین علاقمند است به سرمایه‌گذاری در سایر میدان‌ها نفت و گاز ایرلند از جمله ساحل اسپانیایی کلیر.

### منابع انرژی بازیافتی
دولت ایرلند تولید انرژی‌های بازیافتی را با شروع پروژه آردناکروشا در ۱۹۲۵ آغاز کرد.
تولید سایر انرژی‌های بازیافتی در ایرلند مانند انرژی خورشیدی، هیدرو الکتریسیته و انرژی بادی برای تولید برق که نخستین بار در ۱۹۹۲ در مزارع شهرستان بلاکوریک مورد استفاده قرار گرفت.

## کشاورزی، پرورش آبزیان و جنگلداری
کشاورزی اعم از: پرورش دام، لبنیات، غلات، سیب زمینی، یکی از عوامل اصلی اقتصاد ایرلند بشمار می‌رود. در سال ۲۰۰۵، ارزش فرآورده‌های کشاورزی و مواد غذایی و آشامیدنی جمهوری ایرلند تقریباً معادل ۷/۳ میلیارد یورو بوده‌است که حدود ۸/۶٪ از صادرات آن را تشکیل می‌دهد و عمدتاً شامل گوشت گاو، لبنیات که اساساً به انگلستان (از جمله ایرلند شمالی) صادر می‌شود. محصولات کشاورزی جمهوری ایرلند، شامل شلغم، جو، سیب‌زمینی، گندم، گوشت گاو و لبنیات می‌باشد. مناطق جنوب و جنوب غربی این کشور که شرایط گرمتر و مرطوب‌تری نسبت به سایر مناطق دارند، از شرایط مساعدی برای تولید سایر محصولات کشاورزی ازجمله سویا برخوردار هستند.

## قوانین مؤثر در مدیریت منابع طبیعی

### قانون حیات وحش ۱۹۷۶
قانون حفاظت از حیات وحش، در سال ۱۹۷۶ برای محافظت از حیات وحش (منجمله بازی‌ها)، از طریق یک شورای مشورتی تأسیس گردید؛ که به زبان ایرلندی به نام «Chomhairle Fhiadhulra» شناخته می‌شود. این نهاد که بعداً در سال ۱۹۸۷ منسوخ گردید، مسئولیت منابع حیات وحش، حفاظت از مناطق تولید مثل، مدیریت گله و مهاجرت را برعهده داشت. این قانون جدید همچنین آبهای داخلی و آبهای اقلیمی را دربر می‌گیرد؛ و تاکنون چندین بار اصلاح شده‌است. اولین مورد اصلاح آن در سال ۱۹۸۵ به منظور مدیریت و محافظت از حیات پرندگان ودیگری در سال ۱۹۸۶ برای حفاظت از گونه‌های پرندگان وحشی صورت گرفت. «اصلاحیه قانون حیات وحش» ۲۰۰۰، حفاظت از میراث طبیعی و همچنین قوانین مربوط خر به شکار پرندگان در جنگل‌های حفاظت شده را تأمین می‌کند.

## قانون جنگل‌داری سال ۱۹۸۸
قانون جنگل‌داری از ۱۳ ژوئیه ۱۹۸۸، مقرراتی را برای گسترش جنگل‌داری و تأسیس شرکت در کشور در نظر گرفت و بعداً اسم این شرکت را کولایت تئورانتا گذاشت. این شرکت بر اساس طرح و برنامه‌ای که داشت راه را برای کمک به تجارت و مالکیت خصوصی باز کرد و اصلاحاتی را در تاریخ ۱۵ اوت ۲۰۰۰ در قانون مدیریت جنگل‌داری ایجاد کرد.